# Santa Maria de Batet
Santa Maria de Batet és una església del municipi d'Olot protegida com a bé cultural d'interès local.

## Descripció
Es tracta d'una església molt modificada per les construccions que se li han anat afegint als murs primitius al llarg dels segles. Conserva l'absis semicircular, amb pilars de suport i una finestra central que fou reformada en època més avançada, la qual mostra els vells carreus sota l'emblanquinada que la cobreix. La sagristia i les capelles laterals que ampliaren el temple pels costats sud i nord, desferen la seva factura originària, reconstruint també, a finals de segle xv i com a possible conseqüència dels desperfectes que ocasionaren els terratrèmols, la volta de la nau central.
La porta d'estil neoclàssic de la façana de ponent data de mitjans de segle xix.
La part més interessant, romànica, és el campanar de torre, de tres pisos i teulat a quatre vessants, que fou sobrealçat durant el segle xviii.
A l'interior destaquen les capelles que, en temps del gòtic, es dedicaren a la Mare de déu del Roser i Sant Pere, amb voltes ogivals i les corresponents claus esculpides amb la imatge del Sant titular.

## Història
Citada a l'acta de fundació del monestir de Sant Pere de Besalú, l'any 977. el lloc, aleshores formava una "vil·la" que depenia dels comtes de Besalú.